# Photo CD

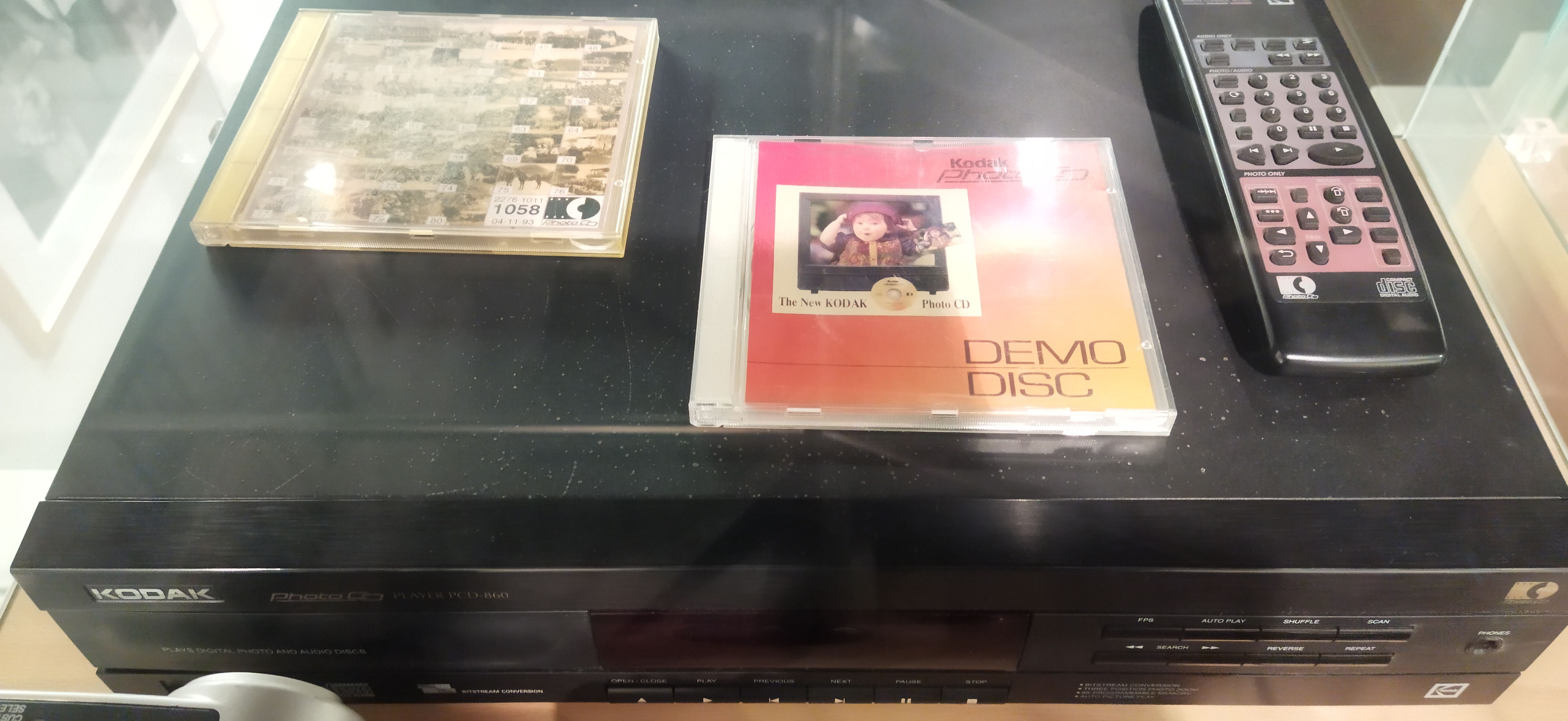
Reproductor de fotos en CD en el Photomuseum de Zarauz

Photo CD es un sistema diseñado por Kodak para digitalizar y guardar fotos en un CD. Lanzados en 1991  , los discos fueron diseñados para contener cerca de 100 imágenes de alta calidad, copias escaneadas y diapositivas utilizando una codificación patentada especial. Los CD de fotos se definen en el Libro beige y también cumplen con las especificaciones CD-ROM XA y CD-i Bridge . Se diseñaron para reproducirlos en reproductores de CD-i , reproductores de Photo CD ( PowerCD de Apple,  por ejemplo) y cualquier computadora con un software adecuado ( SilverFast DC o HDR de LaserSoft Imaging, por ejemplo).
El sistema no logró obtener un uso masivo entre los consumidores, en parte debido a su naturaleza patentada, los precios de los escáneres en rápida disminución y la falta de unidades de CD-ROM en la mayoría de los ordenadores personales. Además, Photo CD se basó en televisores basados en CRT para uso doméstico. Sin embargo, estos fueron diseñados para imágenes en movimiento. Su típico parpadeo se convirtió en un problema al ver fotografías fijas. El sistema Photo CD ganó un buen nivel de aceptación entre los fotógrafos profesionales debido al bajo costo de los escaneos de películas de alta calidad. Antes de Photo CD, los profesionales que deseaban digitalizar sus imágenes cinematográficas se veían obligados a pagar tarifas mucho más altas para obtener escaneos de tambor de sus negativos de película y transparencias.